# Бейкер, Бритт
Бриттани Бейкер (англ. Brittany Baker, род. 23 апреля 1991, Панксатони, Пенсильвания) — американская женщина-рестлер и стоматолог. Она выступает в All Elite Wrestling (AEW) под именем Доктор Бритт Бейкер, D.M.D,. Бейкер дебютировала в качестве рестлера в 2015 году, а с 2014 по 2018 год посещала стоматологическую школу. В 2019 году она стала первой женщиной, подписавшей контракт с AEW.
Матч Бритт Бейкер с Тандер Розой на AEW Dynamite: St. Patrick's Day Slam был признан матчем 2021 года по версии Pro Wrestling Illustrated.

## Ранняя жизнь
Бейкер изучала поведенческую медицину со специализацией в области развития человека и изучения семьи в Университете штата Пенсильвания. Она начала свою профессиональную подготовку в рестлинге в июне 2014 года, когда поступила в тренировочную академию International Wrestling Cartel в Саут-Хиллз, Пенсильвания, тренируясь под руководством Супер Хентай и Маршалла Гамбино. В том же году Бейкер поступила в Школу стоматологии Питтсбургского университета, которую окончила в мае 2018 года. Во время изучения стоматологии она тренировалась в Absolute Intense Wrestling в Кливленде, Огайо, под руководством Джонни Гаргано и Кэндис ЛеРей.

## Карьера в рестлинге

### Ранняя карьера (2015—2018)
Бейкер дебютировала в рестлинге на шоу International Wrestling Cartel (IWC) в 2015 году. В 2016 году она появилась на WWE Raw в качестве джоббера, проиграв Нае Джакс в быстром матче. 10 декабря 2016 года она стала первой женской чемпионкой IWC, победив Эйприл Серу, Марти Белль и Соню Стронг в четырехстороннем матче на выбывание. В июле 2017 года она была побеждена ЛуФисто в борьбе за титул. 12 сентября 2018 года Бейкер участвовала в матче на выбывание против Мэдисон Рейн, Челси Грин и Тессы Бланшар на шоу All In, победу одержала Бланшар. Она вернула себе титул чемпиона IWC среди женщин, победив ЛуФисто и Рей Лин в трехстороннем матче в октябре, но в ноябре снова уступила его Кэти Аркетт.

### All Elite Wrestling (2019—н.в.)
2 января 2019 года стало известно, что Бейкер подписала контракт с новым промоушеном All Elite Wrestling (AEW), став первой женщиной-рестлером в компании. Она дебютировала в промоушене 25 мая на первом шоу Double or Nothing, где победила Найлу Роуз, Кайли Рэй и Невероятную Конг в четырехстороннем матче. 13 июля она вместе с Рихо участвовала в командном матче на Fight for the Fallen, где их победили Би Пристли и Сёко Накадзима. Бейкер получила реальное сотрясение мозга из-за удара Пристли во время матча, что вызвало сюжетное соперничество между ними.
На шоу Double or Nothing 30 мая 2021 года Бейкер победила Хикару Шиду и впервые завоевала титул чемпиона мира среди женщин AEW. Через два месяца на Fyter Fest она успешно защитила титул против Найлы Роуз. На премьерном эпизоде Rampage 13 августа Бейкер удержала титул, победив Красный Бархат. В сентябре на шоу All Out она сохранила титул, победив Крис Статландер. На шоу AEW Full Gear 2021 защитила титул в матче против Тай Конти. На специальном шоу AEW Battle of the Belts 2022 защитила титул в матче против Рихо.

## Личная жизнь
Бейкер является членом Американской стоматологической ассоциации. Помимо работы в качестве рестлера, она работает стоматологом в частной практике в Уинтер-Парке, Флорида. В 2018 году она сказала, что стоматология — это «работа ее мечты навсегда», добавив, что намерена продолжать практику параллельно с карьерой рестлера и после нее. Она заявила, что у нее есть договоренность со своим кабинетом о том, что он будет закрыт по средам, чтобы она могла выступить на AEW Dynamite.
Бейкер состоит в отношениях с коллегой, рестлером Адамом Коулом.

## Титулы и достижения
- All Elite Wrestling
  - Чемпион мира AEW среди женщин (1 раз)[11]
- DDT Pro-Wrestling
  - Чемпион железных людей в хеви-металлическом весе (1 раз)
- International Wrestling Cartel
  - IWC Women’s Championship (2 раза)[18]
- Monster Factory
  - MFPW Girls Championship (1 раз)[19]
- Pro Wrestling Illustrated
  - № 22 в топ 100 женщин-рестлеров в рейтинге PWI Women’s 100 в 2020 году[20]
  - № 4 в топ 100 женщин-рестлеров в рейтинге PWI Women’s 100 в 2021 году[20]
  - Женщина-рестлер года (2021)
  - Прогресс года (2021)
  - Матч года (2021) — против Тандер Розы в несанкционированном матче Lights Out на AEW Dynamite: St. Patrick's Day Slam
- Remix Pro Wrestling
  - Remix Pro Fury Championship (1 раз)[19]
- Revolution Eastern Wrestling
  - REW Pakistan 24/7 Championship (1 раз)
- WrestleCircus
  - WC Big Top Tag Team Championship (1 раз) — с Адамом Коулом[21]
- Wrestling Observer Newsletter
  - Самая прибавившая (2020)[22]
- Zelo Pro Wrestling
  - Zelo Pro Women’s Championship (1 раз)[19]